# Condado de Pickaway
O Condado de Pickaway é um dos 88 condados do Estado americano de Ohio. A sede do condado e sua maior cidade  é Circleville. O condado possui uma área de 1 313 km² (dos quais 13 km² estão cobertos por água), uma população de 52,727 habitantes, e uma densidade populacional de 41 hab/km² (segundo o censo nacional de 2000). O condado foi fundado em 1810.